# Stillingia dusenii
Stillingia dusenii är en törelväxtart som beskrevs av Ferdinand Albin Pax och Käthe Hoffmann. Stillingia dusenii ingår i släktet Stillingia och familjen törelväxter. Inga underarter finns listade i Catalogue of Life.